# Phaonia subpullata
Phaonia subpullata är en tvåvingeart som beskrevs av Wang och Xue 1997. Phaonia subpullata ingår i släktet Phaonia och familjen husflugor. Inga underarter finns listade i Catalogue of Life.